# Championnat de France féminin de handball de Nationale 1 2017-2018
Navigation
Nationale 1 2016-2017 Nationale 1 2018-2019
Le championnat de France féminin de handball de Nationale 1 est le troisième niveau de cette discipline dans en France derrière la Division 2. La Nationale 1 se compose de trois poules de 12 clubs et comprend quelques réserves de clubs de Division 1 (LFH). 
En raison de la réorganisation des championnats de France féminins, aucun club n'est sportivement relégué en Nationale 2 à la fin de la saison 2017-2018. À l'inverse, et là aussi seulement pour cette saison, la montée en Division 2 ne concerne pas seulement le premier de chaque groupe mais également son dauphin.

## Les clubs de l'édition 2017-2018

### Poule 1

#### Composition de la poule
| \| Bergerac Pessac Bègles Toulouse Nice Aix-en-Pce Toulon Bruguières Cannes Bayonne Bordes Mios \| Localisation des clubs engagés dans le championnat Poule 1. |
| Bergerac Pessac Bègles Toulouse Nice Aix-en-Pce Toulon Bruguières Cannes Bayonne Bordes Mios                                                                   |

| Club                              | Département          | 2016-2017                    |
| --------------------------------- | -------------------- | ---------------------------- |
| Bergerac PPH                      | Dordogne             | 3e poule 1                   |
| Union du pays d'Aix Bouc Handball | Bouches-du-Rhône     | 3e poule 3                   |
| Stade pessacais UC                | Gironde              | 4e poule 1                   |
| OGC Nice CA HB rés.               | Alpes-Maritimes      | 4e poule 3                   |
| Bruguières OC 31                  | Haute-Garonne        | 5e poule 3                   |
| Toulon-St Cyr rés.                | Var                  | 6e poule 3                   |
| Bordes Sport                      | Pyrénées-Atlantiques | 7e poule 3                   |
| Toulouse Féminin Handball         | Haute-Garonne        | 9e poule 3                   |
| Aviron bayonnais                  | Pyrénées-Atlantiques | 10e poule 3                  |
| CA béglais                        | Gironde              | 11e poule 1                  |
| US Mios-Biganos HB                | Gironde              | N2, 1er poule 1              |
| AS Cannes-Mandelieu               | Alpes-Maritimes      | Vainqueur des barrages de N2 |

#### Classement
|    | Équipe                            | Pts  | J  | G  | N | P  | Bp  | Bc  | Diff |
| -- | --------------------------------- | ---- | -- | -- | - | -- | --- | --- | ---- |
| 1  | AS Cannes-Mandelieu P             | 62   | 22 | 20 | 0 | 2  | 726 | 575 | 151  |
| 2  | Bergerac PPH                      | 50   | 22 | 14 | 0 | 8  | 642 | 584 | 58   |
| 3  | CA béglais                        | 50   | 22 | 13 | 2 | 7  | 617 | 562 | 55   |
| 4  | Bruguières OC 31                  | 49   | 22 | 13 | 1 | 8  | 587 | 539 | 48   |
| 5  | Stade pessacais UC                | 46   | 22 | 12 | 0 | 10 | 568 | 560 | 8    |
| 6  | Bordes Sport                      | 45   | 22 | 11 | 1 | 10 | 603 | 604 | -1   |
| 7  | Union du pays d'Aix Bouc Handball | 42   | 22 | 8  | 4 | 10 | 607 | 599 | 8    |
| 8  | Toulouse Féminin Handball         | 42   | 22 | 10 | 0 | 12 | 585 | 573 | 12   |
| 9  | OGC Nice CA HB rés.               | 40   | 22 | 9  | 1 | 12 | 555 | 611 | -56  |
| 10 | Toulon-St Cyr rés.                | 39   | 22 | 8  | 1 | 13 | 549 | 627 | -78  |
| 11 | US Mios-Biganos HB P              | 38   | 22 | 7  | 2 | 13 | 664 | 703 | -39  |
| 12 | Aviron bayonnais                  | 23-1 | 22 | 1  | 0 | 21 | 527 | 693 | -166 |

|   | Accession en Division 2       |
| R | Relégué de Division 2 en 2017 |
| P | Promu de Nationale 2 en 2017  |

### Poule 2

#### Composition de la poule
| \| Saint-Maur Colombelles Angoulême Rochechouart Nantes Lomme Fleury-les-Aubrais Landi Lampaul Alfortville Montargis Issy Brest \| Localisation des clubs engagés dans le championnat Poule 2. |
| Saint-Maur Colombelles Angoulême Rochechouart Nantes Lomme Fleury-les-Aubrais Landi Lampaul Alfortville Montargis Issy Brest                                                                   |

| Club                                  | Département        | 2016-2017       |
| ------------------------------------- | ------------------ | --------------- |
| Stella Sports Saint-Maur              | Val-de-Marne       | D2, 11e         |
| Rochechouart – Saint-Junien           | Haute-Vienne       | 2e poule 1      |
| Lomme Lille Métropole                 | Nord-Pas-de-Calais | 4e poule 2      |
| Nantes Loire Atlantique Handball rés. | Loire-Atlantique   | 5e poule 1      |
| CA Colombelles                        | Calvados           | 6e poule 1      |
| Angoulême Charente handball           | Charente           | 7e poule 1      |
| Union sportive Alfortville Handball   | Val-de-Marne       | 7e poule 2      |
| Landi – Lampaul                       | Finistère          | 9e poule 1      |
| CJF Fleury-les-Aubrais rés.           | Loiret             | 10e poule 1     |
| Issy Paris Hand rés.                  | Hauts-de-Seine     | 10e poule 2     |
| Brest Bretagne HB rés.                | Finistère          | N2, 1er poule 2 |
| Dreux Athletic Club Handball          | Eure-et-Loir       | Repêché de N2   |

#### Classement
|    | Équipe                              | Pts  | J  | G  | N | P  | Bp  | Bc  | Diff |
| -- | ----------------------------------- | ---- | -- | -- | - | -- | --- | --- | ---- |
| 1  | Stella Sports Saint-Maur R          | 61   | 22 | 19 | 1 | 2  | 675 | 500 | 175  |
| 2  | Lomme Lille Métropole               | 53   | 22 | 14 | 3 | 5  | 621 | 508 | 113  |
| 3  | Rochechouart – Saint-Junien         | 51   | 22 | 14 | 1 | 7  | 642 | 549 | 93   |
| 4  | Issy Paris Hand rés.                | 50   | 22 | 13 | 2 | 7  | 644 | 619 | 25   |
| 5  | Angoulême Charente handball         | 46   | 22 | 10 | 4 | 8  | 592 | 568 | 24   |
| 6  | Nantes LAH rés.                     | 46   | 22 | 11 | 2 | 9  | 630 | 583 | 47   |
| 7  | CA Colombelles                      | 43   | 22 | 10 | 1 | 11 | 583 | 595 | -12  |
| 8  | Union sportive Alfortville Handball | 43   | 22 | 10 | 1 | 11 | 600 | 612 | -12  |
| 9  | CJF Fleury-les-Aubrais rés.         | 43   | 22 | 10 | 1 | 11 | 605 | 638 | -33  |
| 10 | Brest Bretagne HB rés. P            | 37   | 22 | 7  | 1 | 14 | 591 | 655 | -64  |
| 11 | Dreux Athletic Club Handball P      | 29   | 22 | 3  | 1 | 18 | 551 | 694 | -143 |
| 12 | Landi – Lampaul                     | 17-9 | 22 | 2  | 0 | 20 | 476 | 689 | -213 |

|   | Accession en Division 2       |
| R | Relégué de Division 2 en 2017 |
| P | Promu de Nationale 2 en 2017  |

### Poule 3

#### Composition de la poule
| \| Val d'Orge La Motte-S. Metz Achenheim–Tr. Strasbourg Dijon Besançon Palente Orchamps Saint-Étienne Le Pouzin Altkirch Épinal \| Localisation des clubs engagés dans le championnat Poule 3. |
| Val d'Orge La Motte-S. Metz Achenheim–Tr. Strasbourg Dijon Besançon Palente Orchamps Saint-Étienne Le Pouzin Altkirch Épinal                                                                   |

| Club                                | Département | 2016-2017                    |
| ----------------------------------- | ----------- | ---------------------------- |
| Metz Handball rés.                  | Moselle     | 2e poule 2                   |
| Le Pouzin HB 07                     | Ardèche     | 2e poule 3                   |
| Achenheim Truchtersheim Handball    | Bas-Rhin    | 3e poule 2                   |
| ES Besançon rés.                    | Doubs       | 5e poule 2                   |
| Cercle Dijon Bourgogne rés.         | Côte-d'Or   | 6e poule 2                   |
| ASPTT Strasbourg                    | Bas-Rhin    | 8e poule 2                   |
| Handball Saint-Étienne Métropole 42 | Loire       | 8e poule 3                   |
| AS Palente Orchamps                 | Doubs       | 9e poule 2                   |
| Val d'Orge HBF                      | Essonne     | 11e poule 2                  |
| Épinal HB                           | Vosges      | N2, 1er poule 3              |
| SHBC La Motte-Servolex              | Savoie      | N2, 1er poule 4              |
| US Altkirch                         | Haut-Rhin   | Vainqueur des barrages de N2 |

#### Classement
|    | Équipe                           | Pts  | J  | G  | N | P  | Bp  | Bc  | Diff |
| -- | -------------------------------- | ---- | -- | -- | - | -- | --- | --- | ---- |
| 1  | Achenheim Truchtersheim Handball | 63   | 22 | 20 | 1 | 1  | 645 | 520 | 125  |
| 2  | Metz Handball rés.               | 59   | 22 | 18 | 1 | 3  | 650 | 493 | 157  |
| 3  | Le Pouzin HB 07                  | 58   | 22 | 18 | 0 | 4  | 652 | 509 | 143  |
| 4  | AS Palente Orchamps              | 54   | 22 | 15 | 2 | 5  | 620 | 545 | 75   |
| 5  | ES Besançon rés.                 | 47   | 22 | 13 | 1 | 9  | 612 | 588 | 24   |
| 6  | ASPTT Strasbourg                 | 44   | 22 | 11 | 0 | 11 | 630 | 637 | -7   |
| 7  | Épinal HB P                      | 38   | 22 | 8  | 0 | 14 | 580 | 618 | -38  |
| 8  | SHBC La Motte-Servolex P         | 37   | 22 | 7  | 1 | 14 | 523 | 557 | -34  |
| 9  | HB Saint-Étienne Métropole 42    | 34   | 22 | 6  | 0 | 16 | 554 | 629 | -75  |
| 10 | US Altkirch P                    | 32   | 22 | 5  | 0 | 17 | 611 | 705 | -94  |
| 11 | Val d'Orge HBF                   | 30   | 22 | 3  | 2 | 17 | 515 | 619 | -104 |
| 12 | Cercle Dijon Bourgogne rés.      | 25-7 | 22 | 5  | 0 | 17 | 556 | 728 | -172 |

|   | Accession en Division 2       |
| R | Relégué de Division 2 en 2017 |
| P | Promu de Nationale 2 en 2017  |

## Finalités
Le titre de champion de France se joue entre Achenheim Truchtersheim Handball, meilleur premier de groupe de la compétition métropolitaine, et le club réunionnais de Sainte-Denis, champion ultramarin.
| Finale      | HBF Saint-Denis | 22 - 38 | Achenheim Truchtersheim Handball | Paris |
| 9 juin 2018 |                 |         |                                  |       |